# Italský brainrot

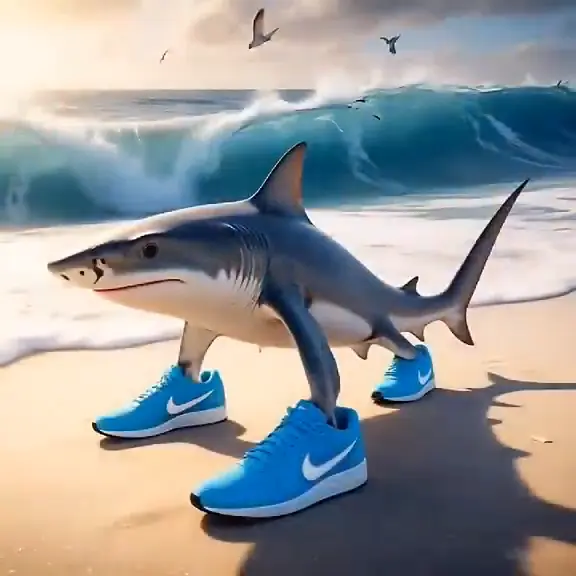
Tralalero Tralala – žralok s modrými teniskami značky Nike

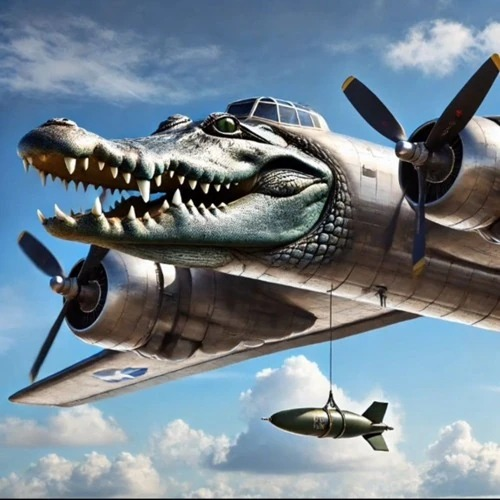
Bombardillo Crocodillo – bombardér s hlavou krokodýla

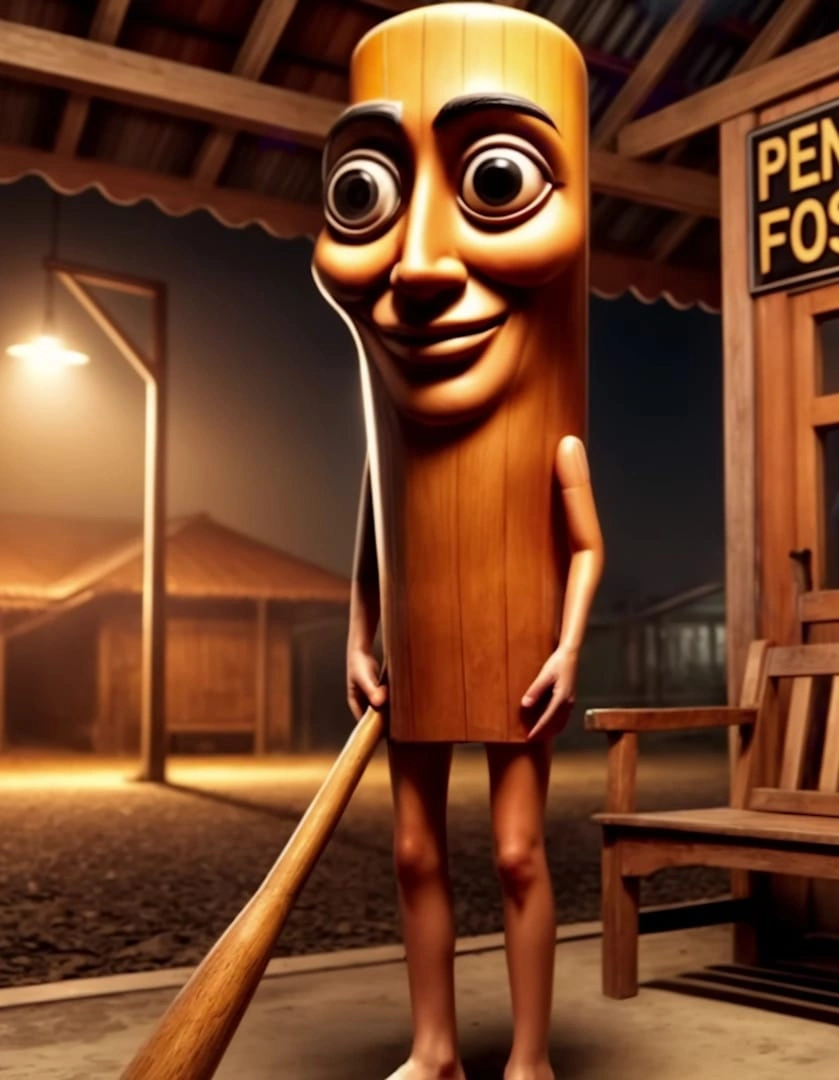
Tung Tung Tung Sahur – antropomorfní dřevěná postava s baseballovou pálkou

Italský brainrot (anglicky Italian brainrot) je série surreálních internetových memů, která se objevila na začátku roku 2025. Italský brainrot se vyznačuje absurdními obrázky generovanými umělou inteligencí. Tyto obrázky zobrazují tvory s pseudoitalskými jmény. Italský brainrot se rychle rozšířil na sociálních sítích jako jsou TikTok a Instagram. K rozšíření italského brainrotu přispěla kombinace syntetických „italských“ voiceoverů, groteskních a vtipných vizuálů a příběhu, který nedává smysl.

## Popis
Italský brainrot je charakterizován absurdními obrázky nebo videi vytvořenými generativní umělou inteligencí. Typicky jde o hybridy zvířat s běžnými předměty, jídlem, zbraněmi a fantastickými prvky. Tyto postavy mívají poitalštěná jména nebo používají stereotypní kulturní znaky a doprovází je audio s hlasem italského muže, které vygenerovala umělá inteligence a často nedává smysl. Tyto postavy kombinují prvky surrealismu, vizuální úzkosti (tísnivé údolí) a internetové ironie.
V roce 2024 byl termín brain rot oxfordským slovem roku. Tento termín odkazuje na zhoršující se stav mysli při nadměrné konzumaci „triviálního či nenáročného obsahu“ online. Může se také vztahovat na samotný obsah. Online uživatelé tento termín často používají k vyjádření absurdity italského brainrotu, přičemž zároveň uznávají narůstající množství „AI břečky“ (nekvalitní obsah vytvořený umělou inteligencí).
Italský brainrot byl popularizován na TikToku s postavou Tralalero Tralala. Italský brainrot získal větší pozornost v březnu 2025, když se rozšířil do Indonésie, Spojených států a Evropy. Firmy jako Duolingo a Ryanair využily italský brainrot ve svém marketingu.
Italský brainrot inspiroval řadu vysoce volatilních memecoinů.

## Postavy
Italský brainrot má mnoho postav vytvořených pomocí generativní umělé inteligence. První virální postavou byla postava se jménem Tralalero Tralala. Tato postava je trojnohý žralok v modrých teniskách značky Nike. Tento žralok je často zobrazován, jak skáče nebo jak bojuje s postavou se jménem Bombardillo Crocodillo.
Bombardillo Crocodillo je hybridní tvor s hlavou krokodýla a tělem vojenského bombardéru.
Tung Tung Tung Sahur je antropomorfní dřevěná postava. Tato postava drží baseballovou pálku. Tato postava odkazuje na ranní jídlo během ramadánu, sahur. Postavu původně vytvořil uživatel TikToku @noxaasht v únoru 2025, a stala se samostatným memem. Společně s Boneca Ambalabu tvoří takzvaný indonéský brainrot.
Boneca Ambalabu je antropomorfní stromová žába s lidskýma nohama a s tělem automobilové pneumatiky.
Lirili Larila je hybrid kaktusu a slona, který nosí sandály. Voiceover této postavy je poetický a zpěvný.
Ballerina Cappuccina je baletka, jejíž hlava je šálek cappuccina. Nosí tutu a baletní špičky. Tato postava zdůrazňuje absurditu italského brainrotu kombinací neslučitelných prvků: obyčejného předmětu a klasického tanečního motivu. Původní mem ji zobrazoval, jak se elegantně otáčí v piruetách.
Cappuccino Assassino je nindža, jehož tělo tvoří kelímek kávy. Nosí Narutovu čelenku a v každé ruce drží meč.
Postavy Tralalero Tralala, a Bombardillo Crocodillo byly obviněny z islamofobie, protože italská audia některých videí s těmito postavami zesměšňují Alláha, ačkoliv někteří italští uživatelé to odbyli jako obecné rouhání. Postava Bombardillo Crocodillo byla také kritizována za zlehčování genocidy v Pásmu Gazy, protože některá videa s touto postavou používají audio vtipkující o bombardování dětí v Pásmu Gazy a v Palestině.

## Galerie

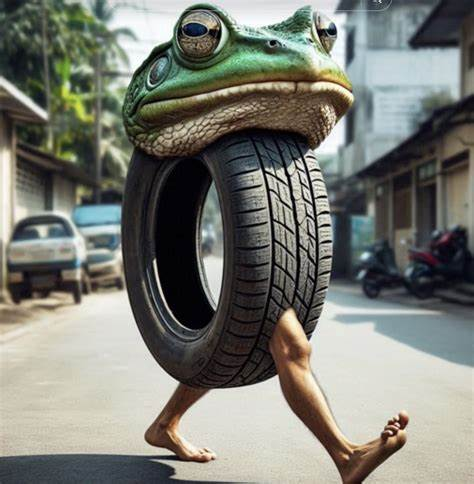
Boneca Ambalabu – antropomorfní hybrid žáby a pneumatiky s lidskýma nohama
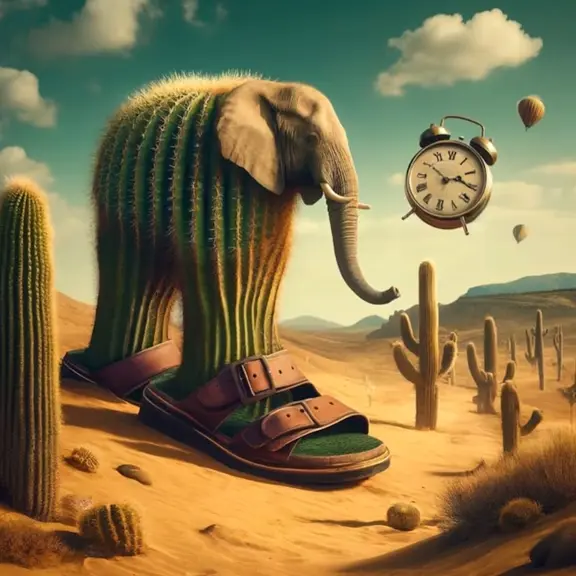
Lirili Larila – hybrid slona a kaktusu v sandálech
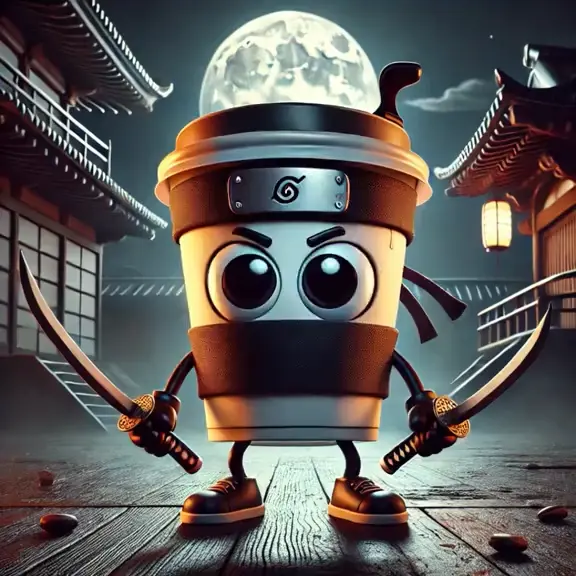
Cappucino Assasino – nindža, jehož tělo tvoří kelímek s kávou
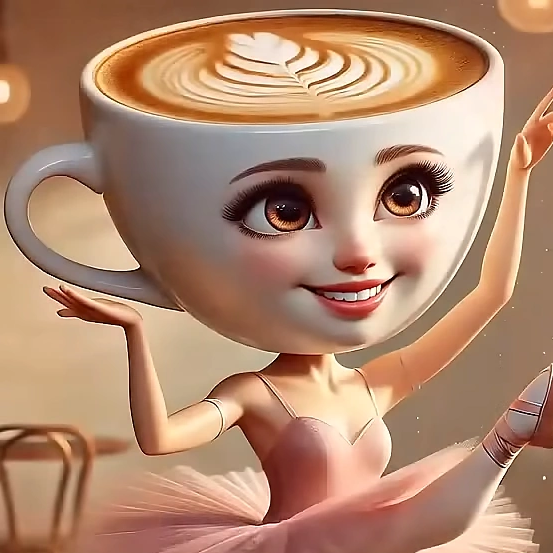
Ballerina Capuccina – baletka, jejíž hlavu tvoří šálek cappuccina